# Clavatula congoensis
Clavatula congoensis é uma espécie de gastrópodes do gênero Clavatula, pertencente a família Clavatulidae.